# Osztojkán Béla
Osztojkán Béla (néhol Osztojkán-Farkas Béla) (Csenger, 1948. február 8. – Budapest, 2008. június 22.) magyarországi cigány író, közéleti személyiség.

## Élete
Osztojkán Béla 1948. február 8-án, a Szatmár-Bereg vármegyei Csengerben született. 1966-1976 között a Ganz-MÁVAG-ban esztergályos, marós volt, majd 1977-től szabadfoglalkozású íróként tevékenykedett, emellett újságíróként is publikált.
Első generációs cigány értelmiségiként részt vett a cigány civil önszerveződés első, máig meghatározó szervezete, a Magyarországi Cigányok Kulturális Szövetsége megszervezésében. 1989-ben megalapította a Phralipe Független Cigány Szervezetet, amelynek elnöke lett, majd a Magyarországi Roma Parlament szóvivője, később főtitkára lett. A rendszerváltozás után, 1990-1993 között az SZDSZ tagja volt.
1994-ben a Magyarországi Cigányok Szolidaritási Pártjának szóvivője lett, 1994-1995 között a Cigány Kisebbségi Önkormányzati Képviselők Országos Szövetségének elnöke volt. Osztojkán Béla 1994-től a mezőladányi kisebbségi önkormányzat tagja lett, 1995-ben képviselőjévé választották az akkor megalakult Országos Cigány Önkormányzatnak, amelynek a 2. ciklusban, 1999-től alelnöke volt.
1995-től az ország egyetlen cigány nemzetiségi középiskoláját, a pécsi Gandhi Gimnáziumot működtető Gandhi Közalapítvány titkára volt. Osztojkán alapító főszerkesztője volt a Világunk, az Amaro Drom és a Phralipe című lapnak, amelyekbe haláláig rendszeresen publikált. A Phralipében közölt írásaiért 1997-ben Bezerédj-díjat kapott. A 2006-os országgyűlési választáson az MCF Roma Összefogás Párt színeiben indult, azonban a párt nem jutott be az Országgyűlésbe.
Fia Farkas Dénes színész, a Nemzeti Színház színművésze.

## Költészete
A magyarországi cigány irodalom kiemelkedő alakjaként is számon tartott Osztojkán Béla verseiben a cigány és a magyar hagyományok, legendák, mítoszok keveredtek.

## Díjai
- Móricz Zsigmond-ösztöndíj (1978)
- A Szépirodalmi Könyvkiadó Nívódíja (1982)
- SZOT-díj (1985)
- A Magvető Könyvkiadó Nívódíja (1986)
- Bezerédj-díj (1997)

## Művei
- Halak a fekete citerában (versek, 1981)
- Hóesés hűségben (versek, 1983)
- Nincs itthon az Isten (elbeszélések, 1985)
- Megkérdezem Önt is. A magyarországi cigányság és a rendszerváltás; fotó Váraljai Szandra; Phralipe, Bp., 1994
- Átyin Jóskának nincs, aki megfizessen (regény, 1997)
- Roma Érdekvédelmi Szabadegyetem. 1997. március 25–május 31. "A legjobb gondolat is elbukik majd azon, ha képviselőink járatlanok"; szerk. Herczeg Béla, Osztojkán Béla; Phralipe Független Cigány Szervezet Országos Szervezete–Phralipe Cigány Művészeti Alapítvány, Bp., 1997
- Bölcsek napkeletről (színpadi meseköltemény, 1998)
- Békeváros; Phralipe, Bp., 2004